# Sicherheitstreppenraum
Ein Sicherheitstreppenraum ist ein Treppenraum, der zum vorbeugenden Brandschutz durch bauliche oder technische Maßnahmen das Eindringen von Feuer und Rauch im Brandfall verhindern soll.
Im einfachsten Fall wird das Ziel dadurch erreicht, dass die Zugänge zum Treppenraum über einen offenen Balkon führen. Im Brandfall zieht der Rauch beim Öffnen der entsprechenden Türen nicht in den Treppenraum, sondern über den Balkon ab (das Eindringen geringer Rauchmengen wird dabei toleriert). Gelegentlich wird auch ein vom Gebäude abgesetzter und über Brücken erreichbarer Treppenraum gebaut.
Eine technische Maßnahme zur Rauchfreihaltung des Treppenraums kann z. B. der Zugang über eine zwangsbelüftete Sicherheitsschleuse sein.
Da technische Maßnahmen sowohl beim Bau als auch in der Unterhaltung (Wartung und Prüfung der Anlagen) in der Regel deutlich teurer sind als die oben beschriebenen baulichen Maßnahmen, werden sie nur in Ausnahmefällen gewählt.
Neben der Rauchfreihaltung werden an einen Sicherheitstreppenraum weitere Anforderungen gestellt. So darf er z. B. nur aus nichtbrennbaren Baustoffen gebaut werden und die Wände müssen in der Art von Brandwänden ausgeführt werden. Es dürfen auch keine Leitungen (Strom, Wasser, Abwasser, Gas etc.) in ihm verlegt werden, mit Ausnahme der für die Versorgung des Treppenraums notwendigen Installation (z. B. Stromleitungen für die Beleuchtung).
Seit Januar 2017 ist es in Berlin möglich, in Wohngebäuden unterhalb der Hochhausgrenze auf den zweiten Rettungsweg zu verzichten. Hierzu heißt es in § 33 Abs. 2 Satz 3 BauO Bln: „Ein zweiter Rettungsweg ist nicht erforderlich, wenn die Rettung über einen Sicherheitstreppenraum möglich ist.“ Die Einzelheiten sind in der VV TB Bln, Anhang A geregelt.